# Masacre de los sastres
La Masacre de los sastres es como se conoce a la masacre ocurrida el 16 de marzo de 1919 en la Plaza de Bolívar de Bogotá, cuando artesanos y sastres que protestaban en la misma fueron reprimidos por el Batallón Guardia Presidencial del Ejército Nacional durante el gobierno de Marco Fidel Suárez.

## Desarrollo
La marcha contra el gobierno de Marco Fidel Suárez se anunció el 15 de marzo de 1919, en protesta por la compra de 8.000 uniformes completos para el Ejército Nacional según contrato del intendente general con Agustín Pastor para el suministro de diez mil "vestidos de cuartel".  que se usarían en el desfile de la celebración del centenario de la Batalla de Boyacá, el 7 de agosto de 1919.
Entre los organizadores estaban Juan de Dios Romero, Carlos Melguizo, Alberto Manrique Páramo, entre otros.
El 15 de marzo, en sesión del Consejo de Ministros, se decidió no aprobar el contrato firmado con Agustín Pastor, pero la manifestación ya estaba organizada. 

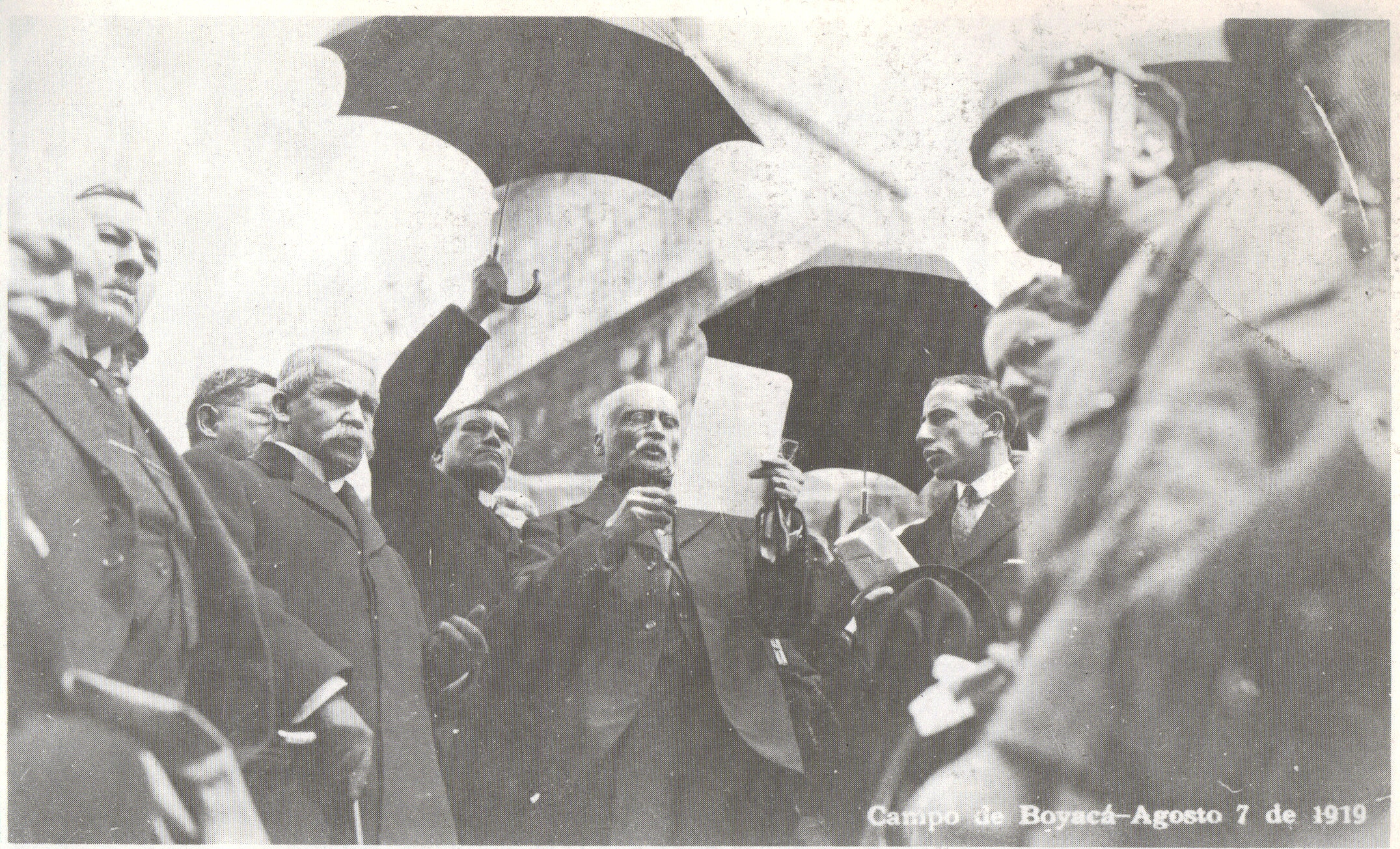
Suárez en Boyacá, 1919.

El 16 de marzo de 1919, 4000 artesanos y sastres protestaban desde la Plaza de los Mártires en una marcha hacia la Plaza de Bolívar rumbo al Palacio presidencial:

“¡Los colombianos también sabemos coser!”.
Sastres y artesanos colombianos en protesta el 16 de marzo de 1919

Los manifestantes se dirigieron al Palacio Presidencial donde exigieron la presencia del presidente en uno de los balcones. Suárez salió y les leyó la contestación a las peticiones formuladas. Pero un fuerte aguacero que impidió que se escuchara la lectura del discurso presidencial

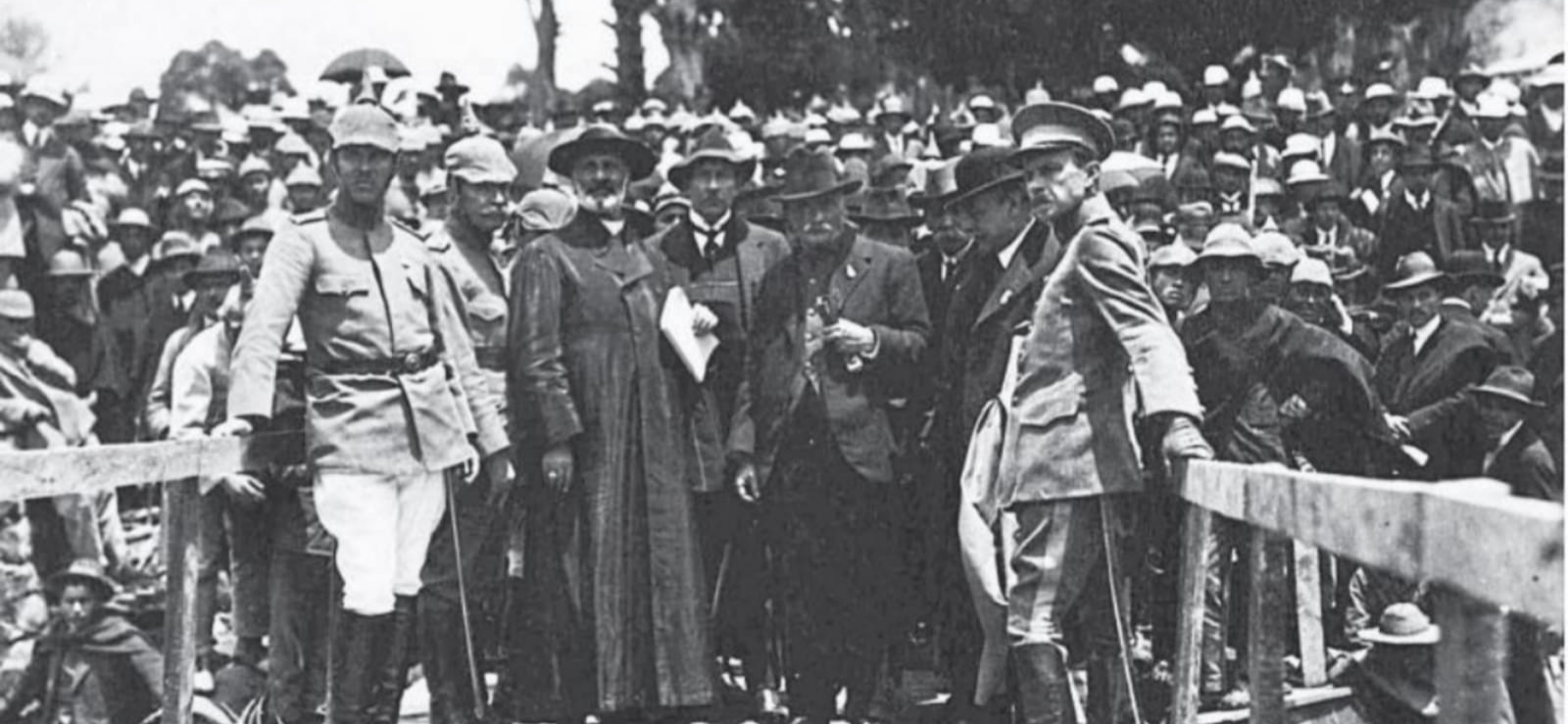
Suárez (Centro) en el puente de Boyacá, 1919.

Hizo subir entonces a los organizadores a los salones de Palacio para explicarles que el decreto había sido derogado y que ya no había motivo de protesta. La multitud empezó a gritar consignas en contra del gobierno y vivas al Partido Liberal y al socialismo, se enardecieron los ánimos y los organizadores ya no pudieron controlar a los manifestantes, que empezaron a tirar piedras y otros artefactos. Los obreros enfurecidos atacaron a los soldados.
La Guardia Presidencial  en cabeza del General Pedro Sicard Briceño (quien en 1903 ordenó fusilar en Panamá al general liberal Victoriano Lorenzo cuando ya la guerra había terminado), respondió con disparos dejando al menos 20 muertos. 18 heridos y 300 detenidos.
El 29 de marzo, la oposición, encabezada por los líderes partidarios Laureano Gómez, Eduardo Santos, Alfonso López Pumarejo, Benjamín Herrera y Enrique Olaya Herrera emitió un comunicado contra el gobierno.
En el Diario Oficial del 29 de marzo de 1919 aparecieron publicados tres partes rendidos al Ministerio de Guerra por el general Pedro Sicard Briceño, el capitán A. Tamayo y el general Juan F. Urdaneta, en los cuales informaban "que se hicieron disparos al aire con el objeto de defender al Palacio y a la persona del presidente, pero que no se sabía quién dio la orden de disparar contra el pueblo".

## Consecuencias
El gobierno de Marco Fidel Suárez se vio obligado a reversar la compra de los uniformes militares. Con un creciente sentimiento antinorteamericano posterior a la separación de Panamá y el alto costo de vida, Suárez renunciaría a la presidencia el 11 de noviembre de 1921
Siguieron otras huelgas de trabajadores: panaderos, ferrocarrileros de Girardot, prácticos del Magdalena, empleadas del servicio, obreras de la fábrica de Tejidos de Bello, Antioquia, universitarios, campesinos, la de los albañiles, la de los trabajadores de la Casa de la Moneda, la de los operarios de Calzado La Corona y de las fábricas de fósforos y los aserríos. Más de quinientas huelgas tuvo que enfrentar el gobierno desde el 2 de diciembre de 1919 hasta octubre de 1921.  La Asamblea de la Conferencia Obrera de Bogotá declaró fundado el Partido Socialista el 20 de mayo de 1919.